# Palazzo Berri-Meregalli
Palazzo Berri-Meregalli è un edificio storico di Milano situato in via Cappuccini al civico 8.

## Storia

Fotografia di vicolo Cappuccini scattata attorno al 1920, il palazzo è riconoscibile a destra

Il palazzo venne eretto tra il 1911 e il 1913 secondo il progetto dall'architetto piacentino Giulio Ulisse Arata. I lavori iniziarono parallelamente a quelli per gli altri due palazzi che la famiglia Berri-Mengalli aveva commissionato nella stessa zona, casa Berri-Meregali in via Mozart e la seconda casa Berri-Meregalli di via Barozzi.

## Descrizione
L'edificio occupa un lotto angolare nel centro di Milano, nei pressi del centrale corso Venezia.
Con la sua facciata d'angolo l'edificio trasmette una possente idea di monumentalità accentuata da un esasperato eclettismo con elementi romanici riconoscibili nelle pietre, nei mattoni a vista, negli archi e nelle logge, che si alternano a linguaggi gotici e rinascimentali frammisti al nuovo gusto liberty in voga in quegli anni con putti scolpiti, affreschi e ferri battuti del celebre Alessandro Mazzucotelli. Nell'androne si possono ammirare mosaici e soffitti di Angiolo D'Andrea e di Pietro Adamo Rimoldi e la celebre scultura di Adolfo Wildt La Vittoria del 1919.